# Comté de Tulare
Le comté de Tulare (en anglais : Tulare County) est un comté américain de l'État de Californie. Au recensement des États-Unis de 2020, il compte 473 117 habitants. Le siège de comté est Visalia. Le parc national de Sequoia se trouve dans le comté, dont la superficie est de 12 533 km2. Une partie du parc national de Kings Canyon se trouve également dans le comté.
Le comté de Tulare est formé d'une partie du comté de Mariposa en 1852, puis perd une partie de son territoire au profit du comté de Fresno en 1856, de celui de Kern en 1866, du comté d'Inyo et du comté de Kings en 1893. Le Commandante Pedro Fages découvre en 1772 un grand lac entouré de marais rempli de joncs. Il appelle celui-ci Los Tules, devenu le lac Tulare. De ce lac provient le nom du comté.

## Géographie

### Situation
Le comté est bordé au nord par le comté de Fresno, à l'est par le comté d'Inyo, au sud par le comté de Kern et à l'ouest par le comté de Kings.

### Localités

#### Villes
- Dinuba
- Exeter
- Farmersville
- Lindsay
- Porterville
- Tulare
- Visalia
- Woodlake

#### Census-designated places
- Allensworth
- Alpaugh
- California Hot Springs
- Camp Nelson
- Cedar Slope
- Cutler
- Delft Colony
- Ducor
- Earlimart
- East Orosi
- East Porterville
- East Tulare Villa
- El Rancho
- Goshen
- Hartland
- Idlewild
- Ivanhoe
- Kennedy Meadows
- Lemon Cove
- Lindcove
- Linnell Camp
- London
- Matheny
- McClenney Tract
- Monson
- Orosi
- Panorama Heights
- Patterson Tract
- Pierpoint
- Pine Flat
- Pixley
- Plainview
- Ponderosa
- Poplar-Cotton Center
- Posey
- Poso Park
- Richgrove
- Rodriguez Camp
- Sequoia Crest
- Seville
- Silver City
- Springville
- Strathmore
- Sugarloaf Mountain Park
- Sugarloaf Saw Mill
- Sugarloaf Village
- Sultana
- Terra Bella
- Teviston
- Three Rivers
- Tipton
- Tonyville
- Tooleville
- Traver
- Waukena
- West Goshen
- Wilsonia
- Woodville
- Yettem

## Démographie
| 1860  | 1870  | 1880   | 1890   | 1900   | 1910   |
| ----- | ----- | ------ | ------ | ------ | ------ |
| 4 638 | 4 533 | 11 281 | 24 574 | 18 375 | 35 440 |

| 1920   | 1930   | 1940    | 1950    | 1960    | 1970    |
| ------ | ------ | ------- | ------- | ------- | ------- |
| 59 031 | 77 442 | 107 152 | 149 264 | 168 403 | 188 322 |

| 1980    | 1990    | 2000    | 2010    | 2020    | - |
| ------- | ------- | ------- | ------- | ------- | - |
| 245 738 | 311 921 | 368 021 | 442 179 | 473 117 | - |

## Histoire
Lors de la guerre de Sécession, le comté de Tulare est un foyer sécessionniste avec la ville de Visalia. Le 12 décembre 1862, trois hommes de Visalia chevauchent en tête d'un défilé en tenue de la garnison. Ils acclament Jeff Davis. Cela incite le capitaine Moses A. McLaughlin (en), du 2nd California Cavalry, à ordonner leur arrestation immédiate et à écrire pour obtenir des renforts, face aux tensions croissantes entre les factions unionistes et sécessionnistes (en).
Les troupes de l'Union sont stationnées dans le camp Babbitt afin de prévenir les actions sécessionnistes.

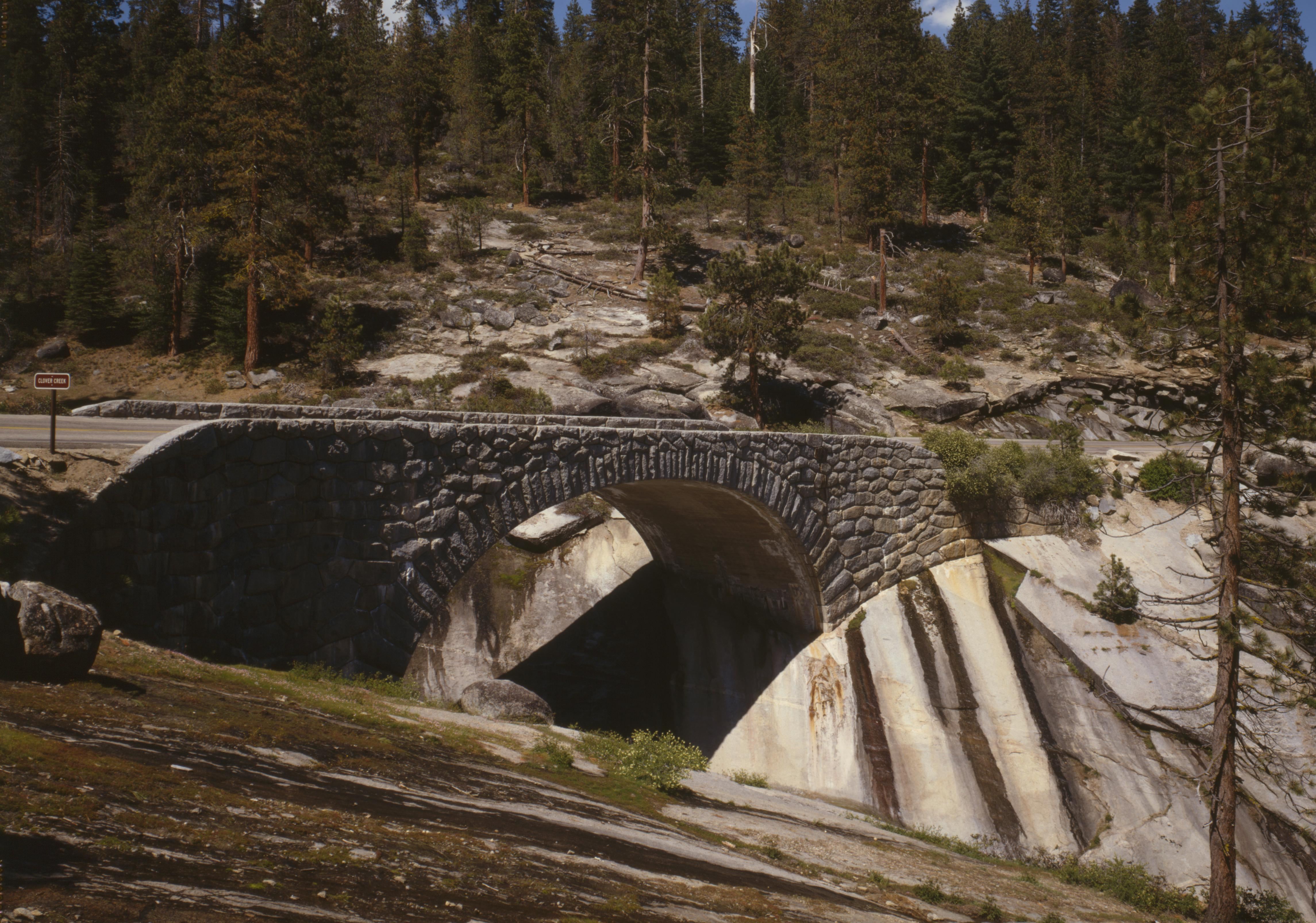
Generals' Highway Stone Bridges.
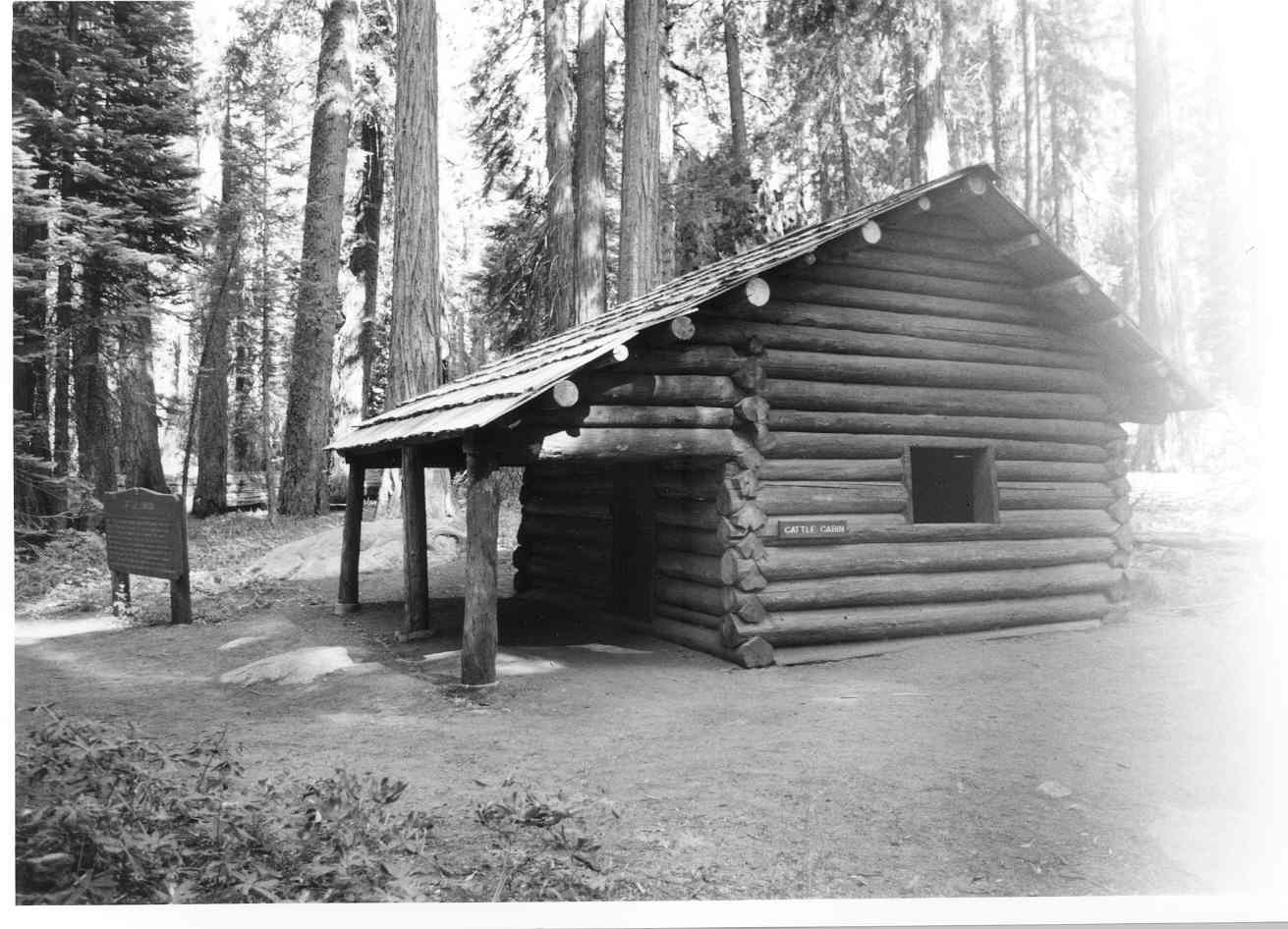
Cattle Cabin, cabane inscrite au Registre national des lieux historiques.
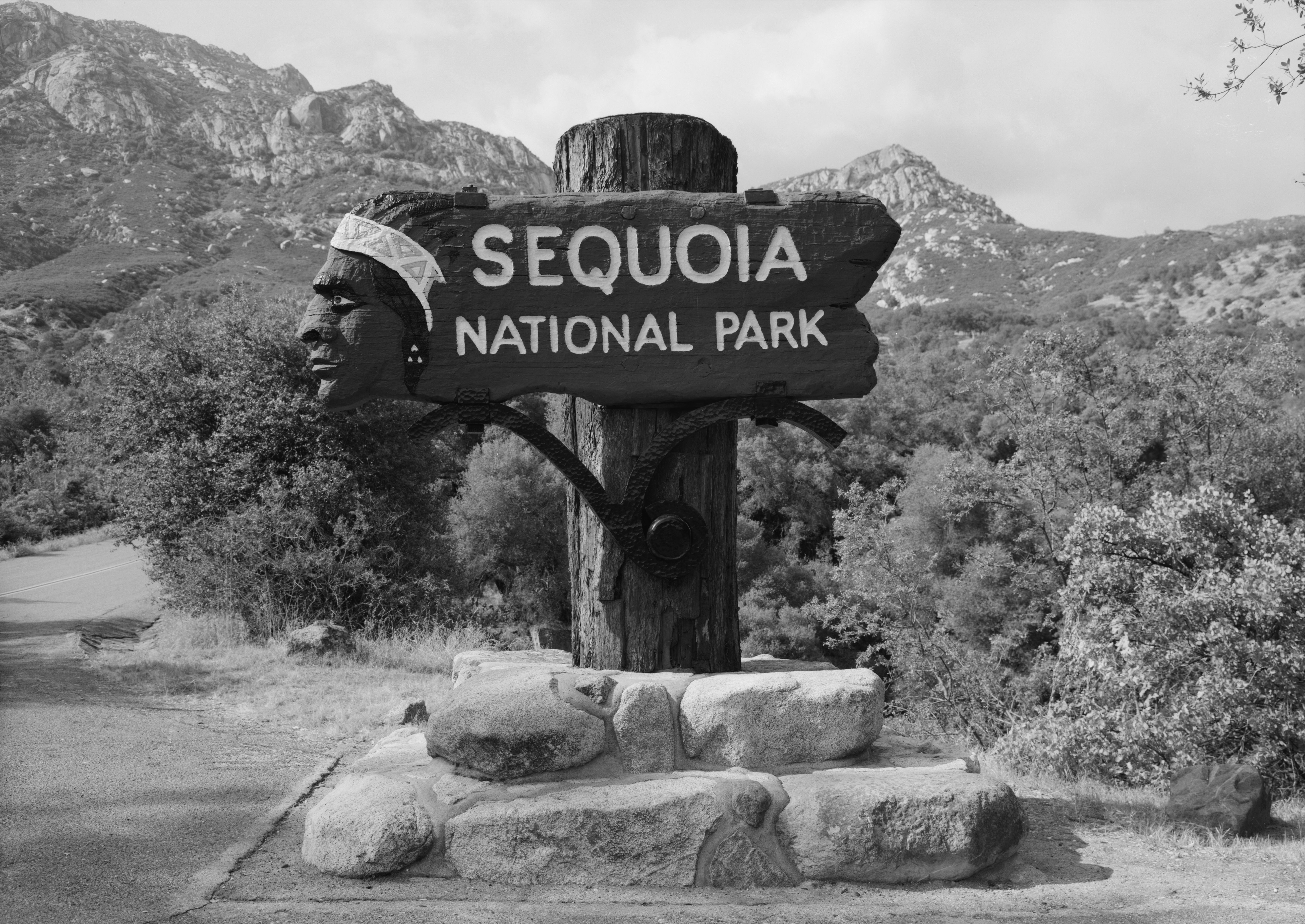
Panneau d'entrée de Ash Mountain.
Le Congress Trail,  sentier de randonnée parcourant la Giant Forest au pied de ses séquoias géants.

## Lieux protégés
- Parc national de Sequoia
- Giant Forest
- Cattle Cabin
- Groenfeldt Site